# جوان الكسندر
جوان الكسندر (بالإنجليزية: Joan Alexander)‏ هي نجمة اجتماعية وممثلة أمريكية، ولدت في 16 أبريل 1915 بسانت بول في الولايات المتحدة، وتوفيت في 21 مايو 2009 بنيويورك في الولايات المتحدة.

## وصلات خارجية
- جوان الكسندر على موقع IMDb (الإنجليزية)
- جوان الكسندر على موقع قاعدة بيانات برودواي على الإنترنت (الإنجليزية)
- جوان الكسندر على موقع قاعدة بيانات الفيلم (الإنجليزية)